# Temelucha uchiyamai
Temelucha uchiyamai är en stekelart som först beskrevs av Tohru Uchida 1932.  Temelucha uchiyamai ingår i släktet Temelucha och familjen brokparasitsteklar. Inga underarter finns listade i Catalogue of Life.